# Sofia Beggin
 Sofia Beggin, née le 12 octobre 1997 à Abano Terme, est une coureuse cycliste professionnelle italienne.

## Biographie
En catégorie juniors, elle court avec Sofia Bertizzolo dans l'équipe Breganze-Millenium.

## Palmarès sur route

### Par années
- 2014
  - Jeux olympiques de la jeunesse :
    - Classement général en équipes (avec Chiara Teocchi)
    - 2e du relais mixte
    - 3e de la course sur route juniors

  - 2e du championnat d'Italie sur route juniors
- 2015
  -  Championne d'Italie sur route juniors
  - 3e du Trofeo Da Moreno (Trofeo Alfredo Binda-Comune di Cittiglio juniors)

### Classements mondiaux
| Année                                 | 2016 | 2017 | 2018 |
| ------------------------------------- | ---- | ---- | ---- |
| Classement UCI                        | 292e | 194e | 537e |
| UCI World Tour                        | nc   | 107e | 176e |
|                                       |      |      |      |
| Légende : nc = non classéSource : UCI |      |      |      |